# Muddy Waters
McKinley Morganfield (4. dubna 1913 Issaquena County, Mississippi – 30. dubna 1983, Westmont, Illinois), známý jako Muddy Waters, byl americký bluesový muzikant považovaný za "otce Chicago blues".

## Životopis
Dlouhá léta pracoval na bavlníkových plantážích Mississippi, kde pracoval 6 dní v týdnu a občas si zahrál a zazpíval. V roce 1941 jej pozval Alan Lomax, aby nahrál pár písní pro Washingtonskou kongresovou knihovnu. Pak se krátce vrátil na plantáže, ale brzy poté se vydal na cesty s kabaretní společností Silase Greena. Na představeních doprovázel zpěváky na foukací harmoniku. V roce 1943 se dostal do Chicaga, kde se živil jako řidič a dělník. Získal elektrickou kytaru, nahrávku u gramofonové společnosti Aristocrat (později Chess Records) a tím i popularitu.
Také je to otec dalšího bluesového muzikanta Billa Morganfielda. Muddy Waters je také považován za největšího bluesmena všech dob a velkou inspirací pro britskou hudební scénu 60. let. Roku 2004 dosáhl 17. příčky v seznamu 100 Greatest Artists of All Time časopisu Rolling Stone.

## Ocenění
Vedle celé řady jiných ocenění je držitelem šesti cen Grammy v kategorii Best Ethnic or Traditional Folk Recording za alba:
- 1972 They Call Me Muddy Waters
- 1973 The London Muddy Waters Sessions
- 1975 The Muddy Waters Woodstock Album
- 1978 Hard Again
- 1979 I'm Ready
- 1980 Muddy "Mississippi" Waters – Live[2]

V roce 1992 obdržel cenu Grammy za celoživotní dílo (The Lifetime Achievement Award).